# Blang Kuncir
Blang Kuncir is een bestuurslaag in het regentschap Gayo Lues van de provincie Atjeh, Indonesië. Blang Kuncir telt 409 inwoners (volkstelling 2010).